# Дамаскин Мосхопулос
Дамаскин (на гръцки: Δαμασκηνός, Дамаскинос) е гръцки духовник, митрополит на Вселенската патриаршия.

## Биография
Роден е в 1863 година в Сяр, тогава в Османската империя, днес Серес, Гърция, със светско име Мосхопулос (Μοσχόπουλος). В 1892 година завършва Халкинската семинария. В 1896 година се замонашва в Кушнишкия манастир. В същата 1896 година Дамаскин пише история на Кушнишкия манастир. Дамаскин е и библиотекар на манастира.
На 15 август 1907 година е ръкоположен в патриаршеския храм „Свети Георги“ в Цариград за неврокопски митрополит. Ръкополагането му е извършено от митрополит Атанасий Кизически в съслужение с митрополитите Константин Хиоски и Герман Лероски. Дамаскин подкрепя дейността на гръцката въоръжена пропаганда в Македония. По време на окупацията на Източна Македония от български части по време на Първата световна война в 1916 – 1918 година, Дамаскин е тормозен от българските власти. Подава оставка по здравословни причини в 1922 година.
Умира на 30 юли 1928 година в Атина.